# Финк-Йенсен, Йенс
Йенс Финк-Йе́нсен (дат. Jens Fink-Jensen; род. 19 декабря 1956, Копенгаген, Дания) — датский прозаик и поэт, фотограф, композитор.

## Биография
Писательский дебют — новелла «Июнь 1995», опубликованная газетой «Дагбладет Информашён» 04.06.1975. В мае 1976 года дебютировал в качестве поэта с публикацией четырёх стихотворений в журнале «Ведекорн» (выпуск 76/1). Первый сборник стихов «Мир в зеркале глаз» был издан в 1981 г., в 1986 г. опубликован сборник новелл «Бестии». В 1994 вышла в свет его книга рассказов для детей под названием «Йонас и морская раковина».
Йенс Финк-Йенсен окончил в 1976 г. гимназию с углублённым изучением иностранных языков при частной школе-интернате Херлуфсхольм Костскуле, после чего прошёл военную службу в Королевской лейб — гвардии, где и получил звание сержанта. В 1986 г. окончил учёбу в архитектурном институте при Академии искусств в Копенгагене с защитой диплома по специальности «архитектор» и там же в 1997 г. получил дополнительную специальность «мультимедийный дизайн».
В качестве одного из основоположников т. н. кружка «восьмидесятников», который возник благодаря влиянию и вокруг личности главного редактора журнала «Ведекорн» Поуля Борума, Йенс Финк-Йенсен, вместе со своим товарищем по перу поэтом Микаэлем Струнге и другими соратниками, принял участие в организации и проведении молодёжного хэппенинга — манифестации своего поколения под названием " Ага !! 80 ", которая состоялась в 1980 г. в помещении здания «Хусет» в г. Копенгагене.
Вместе с Ларсом Кристенсеном, исполнителем синтезаторной музыки, и саксофонистом Йенсом Северином Йенс Финк-Йенсен часто выступает на различных фестивалях, перед учащимися гимназий и т. п.
в мультимедийном поэтическом шоу с декламацией своих стихов, сопровождающейся показом авторских диапозитивов и исполнением его собственных композиций на синтезаторе.
Йенс Финк-Йенсен принимает участие со своими работами и в фотовыставках. Так, например, прошли выставки его фоторабот: «Корабли юга», «Лицо Пекина», комбинированная поэтическая фотовыставка «Слова и образы», звуковое шоу с использованием диапозитивов «Взгляд на мир — из чего слагаются книги».
В 1999 г. в мадридском издательстве «Алвах» вышел на арабском языке сборник его стихов «Вблизи от расстояния» (в переводе Джамаля Юмуса).

## Публикации
- Мир в зеркале глаз (Verden i et øje), сборник стихов, 1981
- Маршруты моей грусти (Sorgrejser), сборник стихов, 1982
- Танец под виселицей (Dans under galgen), сборник стихов, 1983
- Бестии (Bæsterne), новеллы 1986
- Вблизи от расстояния (Nær afstanden), сборник стихов, 1988 (изданы в переводе на арабский язык в 1999)
- Йонас и морская раковина (Jonas og konkylien), рассказы для детей, 1994 (с иллюстрациями Мадса Стаге)
- Море преображения (Forvandlingshavet), сборник стихов, 1995
- Йонас и небесный шатёр (Jonas og himmelteltet), рассказы для детей, 1998 (с иллюстрациями Мадса Стаге)
- Просветы (Alt er en åbning), сборник стихов, 2002
- К югу от моего сердца. Сто избранных стихов о любви (Syd for mit hjerte. 100 udvalgte kærlighedsdigte), сборник стихов, 2005